# Fontana (Gozo)
Fontana és un municipi de l'illa de Gozo, a Malta. Té una població de 850 habitants i una superfície de 0.5 km². Es tracta d'un suburbi de la capital de l'illa, Victòria